# Det bästa med Lisa Ekdahl & Peter Nordahl Trio
Det bästa med Lisa Ekdahl & Peter Nordahl Trio är ett samlingsalbum från 2006 av Lisa Ekdahl.

## Låtlista
1. You're Gonna See A Lot Of Me
2. But Not For Me
3. My Heart Belongs To Daddy
4. I'm A Fool To Want You
5. Lush Life
6. It Had To Be You
7. Tea For Two
8. What Is This Thing Called Love
9. Now Or Never
10. It's Oh So Quiet
11. Blame It On My Youth
12. I Get A Kick Out Of You
13. Down With Love
14. The Lonely One
15. When Did You Leave Heaven
16. Laziest Girl In Town